# Clematis psilandra
Clematis psilandra är en ranunkelväxtart som beskrevs av Masao Kitagawa. Clematis psilandra ingår i släktet klematisar, och familjen ranunkelväxter. Inga underarter finns listade i Catalogue of Life.